# 恋音と雨空
「恋音と雨空」（こいおととあまぞら）は、AAAの38枚目のシングル。2013年9月4日にavex traxから発売された。

## 概要
- 前作「Love Is In The Air」から約3ヶ月ぶりの発売となる。2013年9月18日発売の8thアルバム『Eighth Wonder』の先行シングルである。また、カップリング曲「MASK」は2013年11月9日公開の日本映画「タイガーマスク」の主題歌である[1][2]。
- CDとミュージックカードの2種（計10種）が発売され、ジャケットA、B、mu-moショップ限定盤の3形態で発売。ミュージック・カードはイベント会場限定盤の7種で発売された。初回限定封入特典（3形態共通）には、8種中1種のトレーディングカードが封入される。
- 第55回日本レコード大賞では「優秀作品賞」を受賞し、第64回NHK紅白歌合戦・ 第66回NHK紅白歌合戦で披露された。
- 表題曲「恋音と雨空」は、ストレートな恋愛感情を歌ったことから、若い女性を中心に共感を呼んだ[3]。「恋に効く」と口コミで広がり[4]、期間限定で東京・原宿に「恋音神社」が開設された[5]。富士川碧砂が占ったところ、「恋愛運がアップする」との結果が出た[6]。
- メンバーの宇野実彩子がシングル発売前に、恋音と雨空の話題について「一年くらい前から候補に選ばれる」「（メンバーで）仮歌を聴いてシングルを選ぶ会議をしてる」「PARTY IT UPのときに発売をちょっと話したんだけど、止めて、結構暖めていた曲」「みんながお気に入りの曲」「渾身の一作」と自身のラジオ番組UNOッコリーに述べている[7]。
- 「恋音と雨空」の歌詞の世界観を、新進気鋭のクリエイターがミュージックビデオでもドラマでもない音楽と映像が融合した新しい映像として完成させ、2014年6月5日より飯豊まりえ、中島愛蘭、井出卓也 他が出演した『ジュリエット×２～恋音ミュージカル～』がUULAにて独占配信された。この映像は、米国アカデミー賞公認「ショートショート フィルムフェスティバル＆アジア」とUULAとのショートフィルム特別製作プロジェクトとして制作された。
- シングル発売に先駆けて、YouTubeにてミュージック・ビデオが配信されたが、AAAでフル尺でシングル前に配信されたのはこのビデオがはじめてである。撮影はサーカス小屋を舞台に行われた[8]。YouTubeの2013年9月の月間再生数では邦楽部門で1位となった[4]。2015年5月20日、2005年にサービスを開始してから10周年を迎えたYouTubeが、日本国内で最も話題になったミュージックビデオランキングを発表し20位にランクインした。また、公開から約7年後の2020年9月28日は再生回数が1億回を達成した[9]。
- レコチョク シングルJ-POPランキング 週間（8/28～9/3）、着うたランキング 週間（8/28～9/3）でそれぞれ第2位を獲得する。レコチョクシングルランキングでは月間8位（9月度）、10月8日現在、6週連続でTOP10入りを果たしている。
- 翌年2014年に発売されたシングル「Love」のカップリングには、「恋音と雨空」のオーケストラバージョンが収録された[10]。
- 2020年、メンバーの日高光啓が自身のYouTubeチャンネルに、「恋音と雨空」をアレンジして制作した楽曲「雨恋」を公開した[11]。

### 『恋音と雨空』の別バージョン
| バージョン        | 収録作品                   | 備考                                                   |
| ----------------- | -------------------------- | ------------------------------------------------------ |
| with Intro        | Eighth Wonder              | アルバム用にイントロを加えたバージョン。               |
| Acoustic Version  | Eighth Wonder              | ボーナストラック扱い。                                 |
| Orchestra Version | Love                       |                                                        |
| RELAXING TIME     | AAA presents RELAXING TIME | リラクゼーションミュージックにアレンジしたバージョン。 |
| Jazzy Rain REMIX  | AAA MIX                    |                                                        |

## 収録内容
全Rap詞：Mitsuhiro Hidaka

### ジャケットA
CD
1. 恋音と雨空 [5:19]
（作曲・作詞：岡村洋佑）
2. MASK [4:42]
（作詞：Kenn Kato / 作曲︰Yuji Inoue / 編曲：ats-）
3. 恋音と雨空(Instrumental) [5:17]
4. MASK(Instrumental) [4:39]

DVD
1. 恋音と雨空(Music Clip)
2. 恋音と雨空(Music Clip Making)

### ジャケットB
CD
1. 恋音と雨空(5:19)
2. MASK(4:42)
3. 恋音と雨空(Instrumental)(5:17)
4. MASK(Instrumental)(4:39)

### mu-moショップ限定盤
CD
1. 恋音と雨空
2. MASK
3. Think about AAA 7th Anniversary〜season 29〜
4. Think about AAA 7th Anniversary〜season 30〜

### イベント会場限定盤
種類は7種(絵柄のメンバーが違い収録曲は全く変わらない)
ミュージックカード
1. 恋音と雨空

## 収録アルバム
- 『Eighth Wonder』
  - M6『恋音と雨空 (with intro)』
  - M16『恋音と雨空 (acoustic Version)』
- 『AAA 10th ANNIVERSARY BEST』
  - アルバム初収録となるシングルバージョンでの収録。同作以降アルバムの同曲はシングル版が収録される。
- 『AAA 15th Anniversary All Time Best -thanx AAA lot- 』

## タイアップ
| 曲名       | タイアップ                                                                                                   |
| ---------- | --- |
| 恋音と雨空 | イトーヨーカドー『WARM STYLE』CMソング イトーヨーカドー『kent』CMソング H.I.S.『中部秋キャンペーン』CMソング |
| MASK       | 映画『タイガーマスク』主題歌                                                                                 |